# Cratere Lycaon
Lycaon è un cratere sulla superficie di Callisto.